# Ministerio de Energía (Argentina)
El Ministerio de Energía, inicialmente Ministerio de Energía y Minería, fue uno de los ministerios nacionales de la Argentina desde diciembre de 2015 hasta septiembre de 2018. 
Fue creada al comienzo del gobierno de Mauricio Macri al elevar de rango la Secretaría de Energía que formaba parte del Ministerio de Planificación Federal, Inversión Pública y Servicios. Hasta junio de 2018, también se incluyó la Secretaría de Minería; luego transferida al Ministerio de Producción.
El 5 de septiembre de 2018, el presidente Mauricio Macri degradó el ministerio al rango de secretaría dentro del Ministerio de Hacienda. Los cambios se dieron en una modificación del gabinete nacional que redujo de 22 a 10 la cantidad de ministerios.

## Antecedentes históricos
Dicha secretaría había sido creada el 27 de mayo de 2003 mediante el Decreto Nacional N.º 27 del Poder Ejecutivo Nacional, publicándose en el Boletín Oficial de la República Argentina, teniendo como tarea principal: «Entender en la elaboración, propuesta y ejecución de la política nacional en materia de energía, con un amplio criterio de coordinación federal con las jurisdicciones provinciales, supervisando su cumplimiento y proponiendo el marco regulatorio destinado a facilitar su ejecución».
Previamenente, mediante el Decreto N.º 1142/2003 del 24 de mayo de 2003, se había creado el Ministerio de Planificación Federal, transfiriendo allí la Secretaría de Energía que pertenecía al Ministerio de Economía de la Nación. El Ministerio de Planificación Federal reagrupó a muchas de las áreas que habían tradicionalmente integrado el Ministerio de Obras Públicas, y luego Ministerio de Obras y Servicios Públicos, hasta su fusión con el Ministerio de Economía en 1991.

## Creación y actividades
Mauricio Macri creó el ministerio como parte de la conformación de un gabinete económico, designando como primer titular a Juan José Aranguren, ex–CEO de la filial de la petrolera Shell en Argentina. La creación del ministerio la había anunciado Macri en octubre de 2015 en la Ciudad de Córdoba durante la campaña presidencial de ese año, junto con la creación del Ministerio de Transporte.
Las principales tareas del ministerio serán administrar por etapas la reducción de los subsidios al gas y la electricidad, ajustes en las tarifas de los servicios públicos, el reordenamiento de los marcos regulatorios de la prestación de servicios públicos, el rol de la petrolera estatal YPF, como así también redefinir las políticas para lograr el autoabastecimiento energético en todo el territorio argentino.
En junio de 2018, Aranguren fue reemplazado por Javier Iguacel y la Secretaría de Minería fue transferida al Ministerio de Producción.

### Competencias
De acuerdo al Decreto 13/2015, las competencias del Ministerio de Energía y Minería eran «asistir al Presidente de la Nación y al Jefe de Gabinete de Ministros, en orden a sus competencias, en todo lo inherente a la elaboración, propuesta y ejecución de la política nacional en materia de energía y minería…»
El 29 de diciembre de 2015 el Poder Ejecutivo disolvió la Comisión de Planificación y Coordinación Estratégica del Plan Nacional de Inversiones Hidrocarburíferas, cuyas competencias y facultades fueron transferidas al Ministerio de Energía y Minería.

## Nómina de Ministros
| Ministerio        | N.º | Ministro            | Partido | Partido               | Periodo                                       | Presidente     |
| ----------------- | --- | ------------------- | ------- | --------------------- | --------------------------------------------- | -------------- |
| Energía y Minería | 1   | Juan José Aranguren |         | Independiente         | 10 de diciembre de 2015 - 16 de junio de 2018 | Mauricio Macri |
| Energía           | 2   | Javier Iguacel      |         | Propuesta Republicana | 21 de junio de 2018 - 5 de septiembre de 2018 | Mauricio Macri |